# John Vanbrugh
John Vanbrugh (24 gennaio 1664 – 26 marzo 1726) è stato un architetto e drammaturgo inglese.
Fu personaggio vitale ed esuberante della cultura inglese tra XVII e XVIII secolo. Autore di commedie scollacciate ed esponente di rilievo, come architetto, del barocco inglese.

## Biografia ed opere
Figlio di un ricco rifugiato fiammingo, ebbe un'ottima educazione e nel 1686 entrò nella
carriera militare. Giovane whig, fece parte della cospirazione per deporre Giacomo II, far salire al trono a Guglielmo III e difendere la democrazia parlamentare inglese. Nel 1690 fu però arrestato a Calais per spionaggio e restò in prigione due anni, alla Bastiglia, a Parigi, come prigioniero politico.
Tornato a Londra iniziò una carriera da commediografo che fece scalpore negli ambienti della Restaurazione inglese e più in generale nella società del XVIII secolo, non solo per i riferimenti sessuali espliciti contenuti nelle sue opere, ma anche per la difesa dei diritti delle donne contenuti nelle sue opere The Relapse (1696) and The Provoked Wife (1697), tra le più famose del teatro del periodo della Restaurazione, che ottennero molto successo e provocarono grandi polemiche. Fu uno dei principali obiettivi del pamphlet di Jeremy Collier Short View of the Immorality and Profaneness of the English Stage.

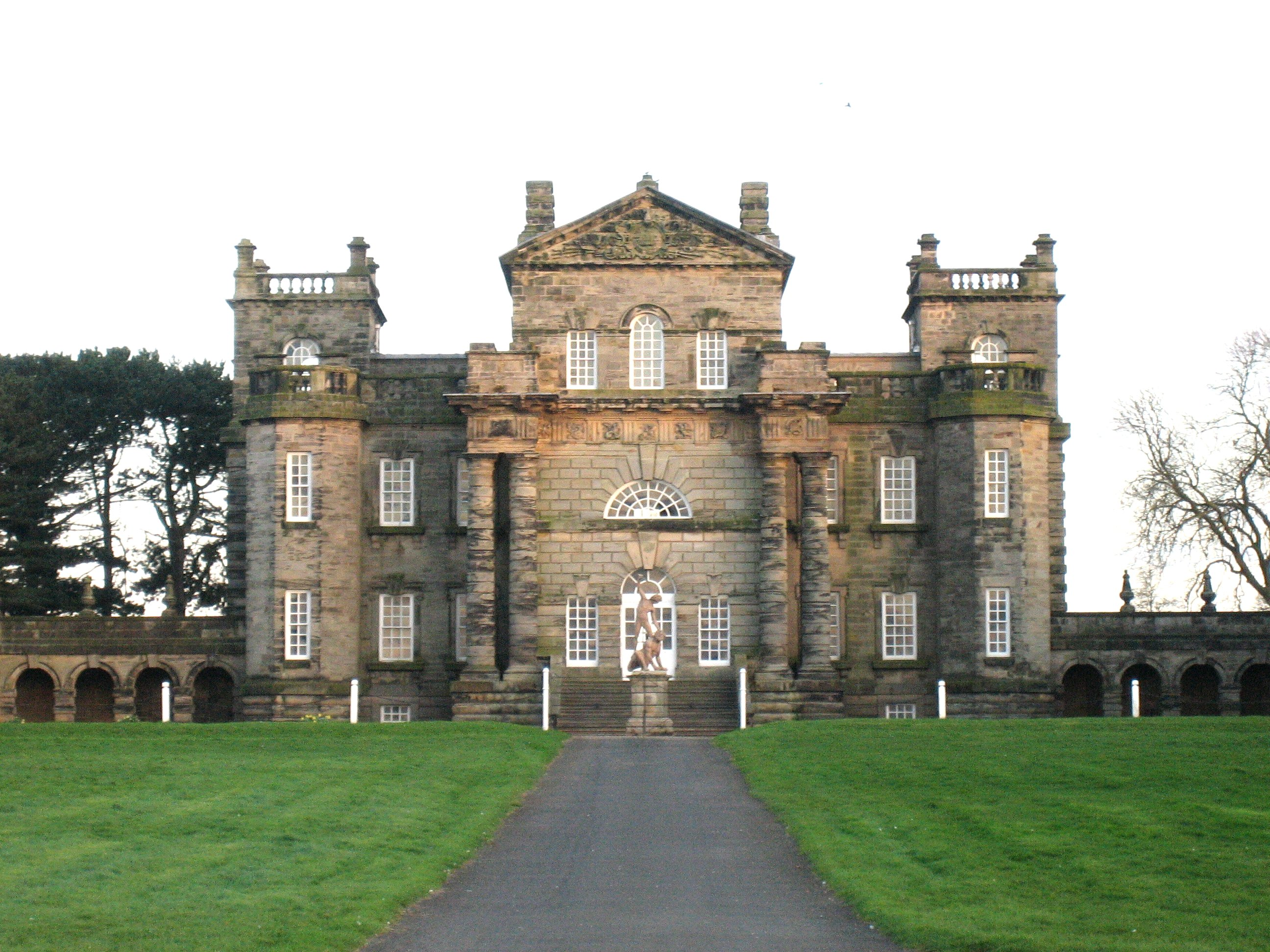
Seaton Delaval Hall

Subito dopo si dedicò, senza alcuna specifica formazione, all'architettura. Progettò infatti Castle Howard (1699), su invito del conte di Carlisle. Poco dopo fu nominato, per motivi politici, Comptroller all’Office of Works(1702) divenendo inaspettatamente collega di Wren. Nonostante questo si rivelò architetto di talento, maturando un linguaggio architettonico che deve molto a Wren ed a Hawksmoor che fu suo assistente dal 1699.
Tuttavia un'impronta personale di espansiva esuberanza e grandiosità drammatica caratterizza le sue opere come Castle Howard (1699-1726) ed il grandioso Blenheim Palace che rappresenta il vertice della sua produzione. Il linguaggio delle sue opere fu tanto ardito da attirargli le ire dei conservatori.
In seguito realizzò molte residenze di campagna tra cui Seaton Delaval Hall (1720-28) dall'aspetto massiccio di una fortezza medievale, cupa e ciclopica, il cui medievalismo anticipa il gusto del pittoresco neogotico.